# Labaroche
Labaroche (tiếng Đức: Zell) là một xã ở tỉnh Haut-Rhin trong vùng Grand Est ở đông bắc Pháp. Xã này có diện tích 13,44 kilômét vuông, dân số năm 1999 là 2254 người. Khu vực này có độ cao 750 mét trên mực nước biển.
Thị trấn này tọa lạc tại dãy núi Vosges.